# 書劍恩仇錄 (1992年電視劇)
《書劍恩仇錄》，1992年中華電視公司八點檔連續劇，是全48集的金庸經典武俠電視劇，1992年10月21日至1992年12月25日每週一至週五20點整於華視播出，冠眾傳播林柏川、劉燦榮製作，鞠覺亮導演，何家勁、沈孟生、劉雪華、龍隆、傅娟、葉飛、邵昕、陳莎莉、金玉嵐主演。本劇香港播映權由亞洲電視取得，全48集剪輯為全35集，每週一至週五20點55分於本港台以粵語配音播出。

## 故事大綱
本劇故事由乾隆帝的漢人身世傳說展開，並著重闡述了江南武林幫派紅花會眾英雄反清復明的血淚故事。清朝乾隆年間，紅花會總舵主于萬亭夜闖禁宮揭示乾隆為漢人後，遭清兵毒手殺害，遺命由年輕義子陳家洛接任總舵主。但起初因陳家洛個性上太過遊戲人間，紅花會眾當家極力反對陳家洛接任總舵主；唯有紅花會四當家文泰來能理解陳家洛之所為必有所由，因此全力維護。陳家洛接任紅花會總舵主時看到于萬亭遺書，遂知乾隆有可能是與自己有親緣關係的漢人血統。不辱使命的陳家洛領導紅花會眾義士，與乾隆進行了一連串的抗衡和周旋；經過無數曲折，終能勸說乾隆一同訂下驅清復明的大計。然而，面對親王與太后的篡權陰謀，和「八大遺詔」的威脅，乾隆又不能迴避保住皇位的重責大任。一連串的矛盾與衝突，最終引發了清廷與紅花會的大對決，陳家洛和乾隆的手足之情也面臨嚴峻的考驗……

## 演員表
| 演員   | 角色     |
| 何家勁 | 陳家洛   |
| 沈孟生 | 乾隆     |
| 劉雪華 | 霍青桐   |
| 龍隆   | 張召重   |
| 傅娟   | 香香公主 |
| 邵昕   | 余魚同   |
| 葉飛   | 文泰來   |
| 金玉嵐 | 洛冰     |
| 陳莎莉 | 皇太后   |
| 歡歡   | 李沅芷   |
| 楊力   | 徐天宏   |

## 獎項
| 年份   | 頒獎典禮     | 獎項               | 入圍者         | 角色   | 結果 |
| ------ | ------------ | ------------------ | -------------- | ------ | ---- |
| 1993年 | 第28屆金鐘獎 | 戲劇節目獎連續劇類 | 不適用         | 不適用 | 獲獎 |
| 1993年 | 第28屆金鐘獎 | 男配角獎           | 莊代隆（龍隆） | 張召重 | 獲獎 |
| 1993年 | 第28屆金鐘獎 | 導播獎             | 鞠覺亮、孫德華 | 不適用 | 提名 |
| 1993年 | 第28屆金鐘獎 | 剪輯獎             | 楊婷婷         | 不適用 | 獲獎 |